# Euplectella aspergillum
La cesta de flores de Venus o regadera de Filipinas (Euplectella aspergillum) es una esponja de cristal de filo Porifera. Es una esponja marina que se encuentra en las aguas profundas del océano Pacífico. Al igual que otras esponjas de cristal, construyen su esqueleto con sílice, el cual es de gran interés en ciencias de los materiales, ya que sus propiedades ópticas y mecánicas son en cierto modo superiores a las de los materiales artificiales. Al igual que otras esponjas, se alimentan filtrando el agua del mar para capturar plancton.
Las esponjas suelen albergar camarones esponja de cristal, normalmente una pareja reproductora, que normalmente no pueden salir del entramado de la esponja debido a su tamaño. En consecuencia, viven dentro y alrededor de estas esponjas, donde los camarones mantienen una relación mutualista con la esponja hasta que mueren. Esto puede haber influido en la adopción de la esponja como símbolo de amor eterno en Japón, donde los esqueletos de estas esponjas se presentan como regalos de boda.

## Distribución
Las cestas de flores de Venus se distribuyen en una pequeña zona del mar cercana a las Islas Filipinas. Hay especies similares cerca de Japón y en otras partes del océano Pacífico occidental y del océano Índico.

## Morfología

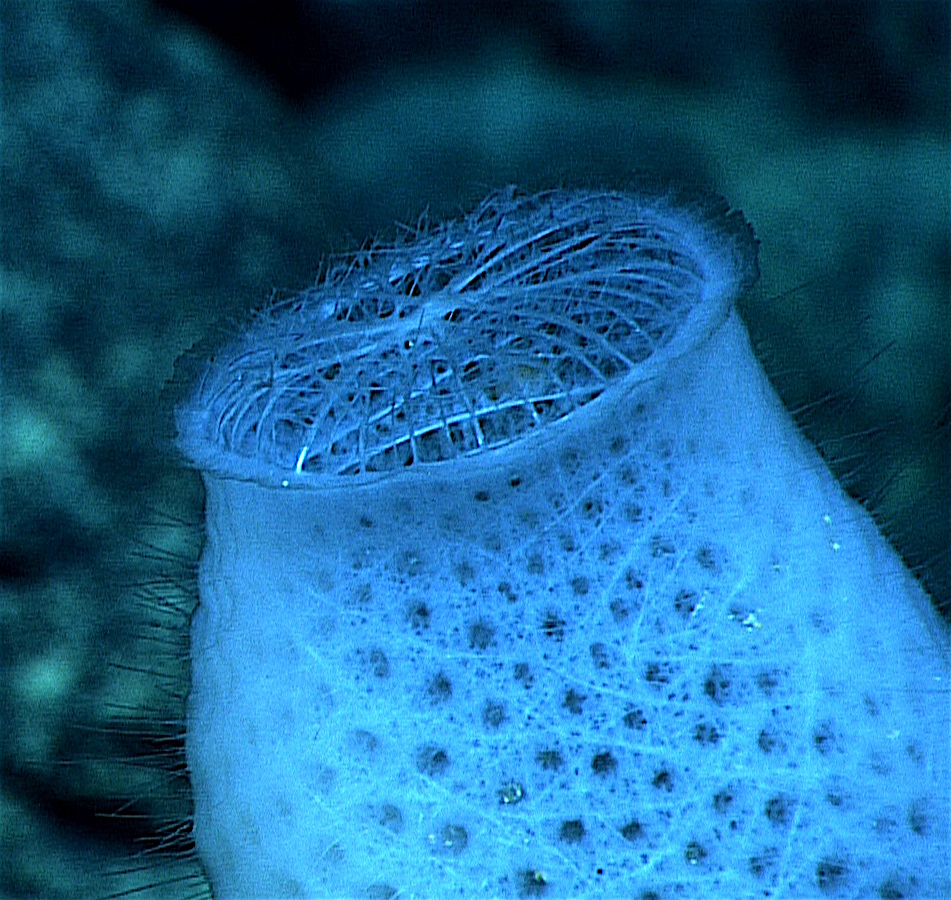

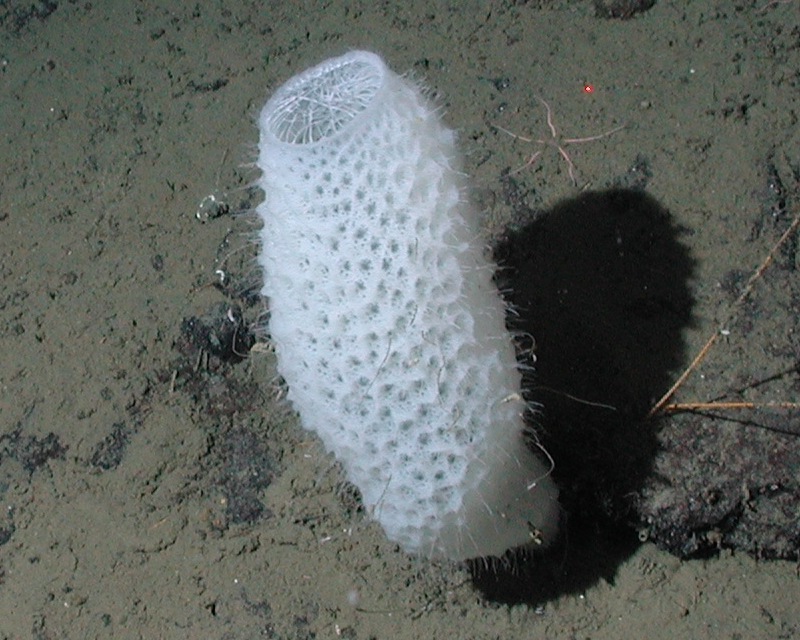

El cuerpo es tubular, curvado y en forma de cesta y está formado por espículas triaxónicas. El cuerpo está perforado por numerosas aberturas, denominadas huecos parietales. Presenta un sistema de canales de tipo siconoide, en el que los ostia se comunican con los canales incurrentes, que a su vez se comunican con los canales radiales a través de los prosopilos que, a su vez, se abren a la espongocola y al exterior a través del ósculo.
La estructura del cuerpo de estos animales es un tubo cilíndrico de paredes finas, en forma de jarrón, con un gran atrio central. El cuerpo está compuesto en su totalidad por sílice en forma de espículas silíceas de 6 puntas, por lo que se las conoce comúnmente como esponjas de vidrio. Las espículas están compuestas por tres rayos perpendiculares, lo que les confiere seis puntas. Las espículas son estructuras microscópicas en forma de alfiler dentro de los tejidos de la esponja que proporcionan soporte estructural a la esponja. La combinación de formas de espículas dentro de los tejidos de una esponja es lo que ayuda a identificar la especie. En el caso de las esponjas de cristal, las espículas se "entrelazan" para formar una malla muy fina, lo que da al cuerpo de la esponja una rigidez que no se encuentra en otras especies de esponjas y permite a las esponjas de cristal sobrevivir a grandes profundidades en la columna de agua.
Se especula que la esponja aprovecha la bioluminiscencia para atraer al plancton.

## Aplicaciones
Las fibras vítreas que sujetan la esponja al fondo del océano, de 5 a 20 centímetros de largo y tan finas como un cabello humano, son de interés para los investigadores de la fibra óptica. La esponja extrae el ácido silícico del agua de mar y lo convierte en sílice, para luego formar un elaborado esqueleto de fibras de vidrio. Otras esponjas, como la esponja naranja (Tethya aurantium), también pueden producir vidrio de forma biológica. El actual proceso de fabricación de fibras ópticas requiere altas temperaturas y produce una fibra frágil. Un proceso de baja temperatura para crear y organizar dichas fibras, inspirado en las esponjas, podría ofrecer un mayor control sobre las propiedades ópticas de las fibras. Estas nanoestructuras también son potencialmente útiles para la creación de células solares más eficientes y de bajo coste. Además, su estructura esquelética ha inspirado un nuevo tipo de celosía estructural con una mayor relación resistencia-peso que otras celosías cuadradas reforzadas diagonalmente utilizadas en aplicaciones de ingeniería.
Los esqueletos de estas esponjas tienen configuraciones geométricas complejas, que han sido ampliamente estudiadas en cuanto a su rigidez, límite elástico y mínima propagación de grietas. Un tubo de aluminio (el aluminio y el vidrio tienen un módulo elástico similar) de igual longitud, grosor efectivo y radio, pero distribuido homogéneamente, tiene una centésima parte de la rigidez.